# ラ・クーポール

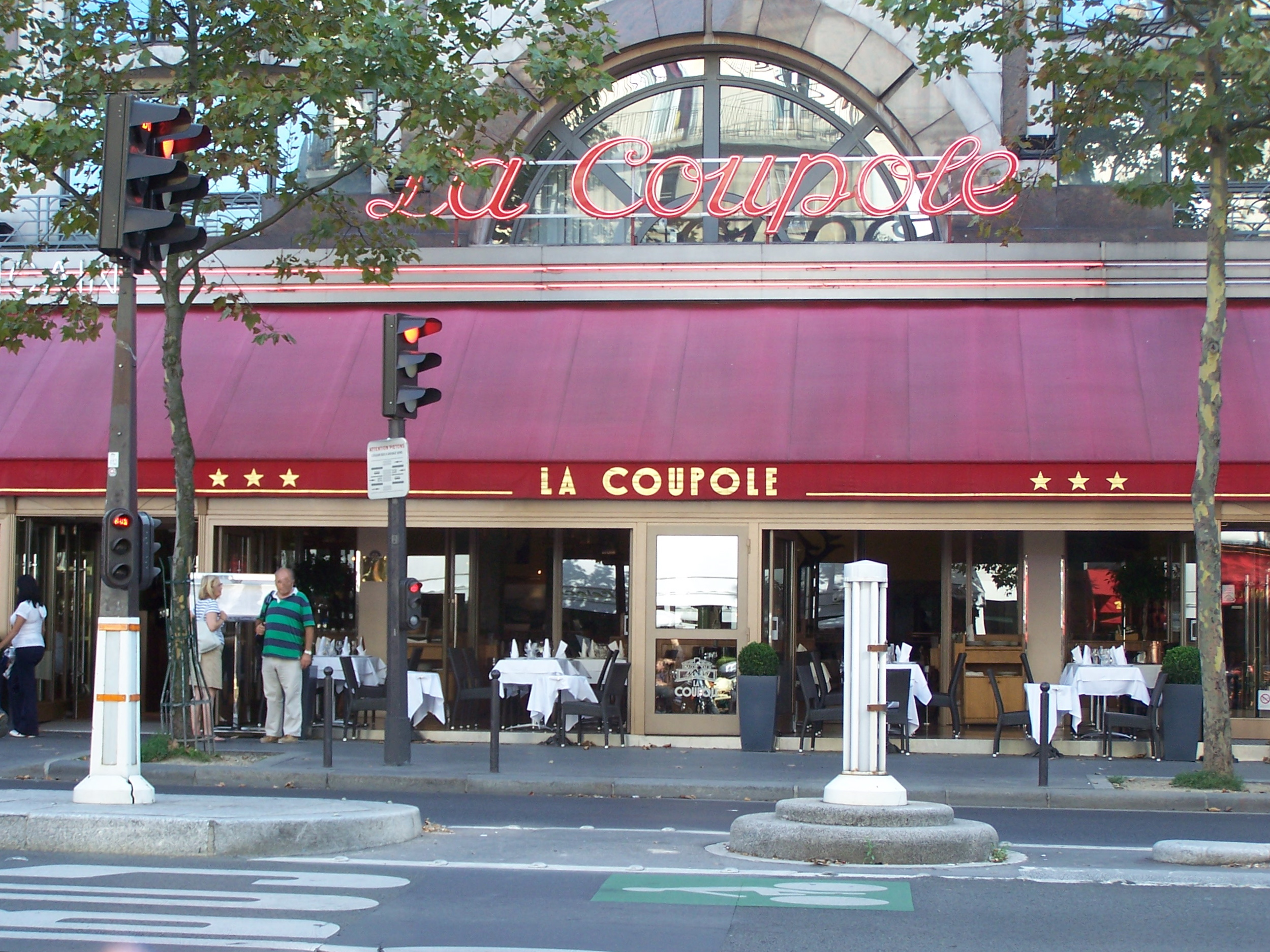
ラ・クーポール

ラ・クーポール、クーポール（仏: La Coupole）とはフランス、パリ14区のモンパルナスにあるブラッスリー。クーポールは「丸天井」の意。
カフェとして紹介されることもあるが、公式にはブラッスリーをうたっている。この評価・格付けの曖昧さについてはブラッスリーの項を参照。なお、本項では以降クーポールとのみ表記する。

## 歴史
1870年からの普仏戦争を契機にアルザス＝ロレーヌ地方からパリに移住した人々が始めたブラッスリーは20世紀にかけて大流行した。サン＝ジェルマン＝デ＝プレには19世紀中にすでにカフェ・ド・フロールやリップといった有名カフェやブラッスリーがその地位を確固たるものにしていた。モンパルナスの、後にクーポールが建つ場所は1000平方メートルほどの石炭置き場であったが、創業者のエルネスト・フロー（Ernest Fraux 、オーヴェルニュ出身）はここを買い取り、1927年12月20日にクーポールを開業し、開業に当っては2500人を招待した。モンパルナスだけにエコール・ド・パリの芸術家たちも近所に生活していたため、彼らによる店内の装飾も行えた。
クーポールは人気店となり、ピカソ、フジタ、コクトー、サルトルやヘミングウェイなどの顧客を得るに至った。地下階で行われたジャズの演奏も評判であった。
その後一旦の衰退を経て、1988年に店内を改装し2013年現在も営業を行っている。「雰囲気は昔のまま」と評される。

## 建築
1000平方メートルほどの敷地を持ち、地下もある2階建てで2階にはテラスもある。アール・デコ調の広大な店内にはそれぞれ絵画による装飾の施された32本または33本の柱が立ち、300席ほどが確保されている。1988年、一部が「歴史的記念物」に指定された。
店内に設置されている像は、東京池袋駅東口にある『大地の像』と同じもので、製作者はともにルイ・デルブレである。
地下階は以前は映画「ラスト・ダンス・イン・パリ」でも使用されたダンスホールであったが、2007年現在では日曜午後だけ開放されている。

## アクセス
パリメトロ4号線のヴァヴァン駅より徒歩2分。